# Get in the Car, Loser!
 (juin 2025).
La mise en forme du texte ne suit pas les recommandations de Wikipédia : il faut le « wikifier ».
Les points d'amélioration suivants sont les cas les plus fréquents. Le détail des points à revoir est peut-être précisé sur la page de discussion.
- Les titres sont pré-formatés par le logiciel. Ils ne sont ni en capitales, ni en gras.
- Le texte ne doit pas être écrit en capitales (les noms de famille non plus), ni en gras, ni en italique, ni en « petit »…
- Le gras n'est utilisé que pour surligner le titre de l'article dans l'introduction, une seule fois.
- L'italique est rarement utilisé : mots en langue étrangère, titres d'œuvres, noms de bateaux, etc.
- Les citations ne sont pas en italique mais en corps de texte normal. Elles sont entourées par des guillemets français : « et ».
- Les listes à puces sont à éviter, des paragraphes rédigés étant largement préférés. Les tableaux sont à réserver à la présentation de données structurées (résultats, etc.).
- Les appels de note de bas de page (petits chiffres en exposant, introduits par l'outil «  Source ») sont à placer entre la fin de phrase et le point final[comme ça].
- Les liens internes (vers d'autres articles de Wikipédia) sont à choisir avec parcimonie. Créez des liens vers des articles approfondissant le sujet. Les termes génériques sans rapport avec le sujet sont à éviter, ainsi que les répétitions de liens vers un même terme.
- Les liens externes sont à placer uniquement dans une section « Liens externes », à la fin de l'article. Ces liens sont à choisir avec parcimonie suivant les règles définies. Si un lien sert de source à l'article, son insertion dans le texte est à faire par les notes de bas de page.
- La présentation des références doit suivre les conventions bibliographiques. Il est recommandé d'utiliser les modèles {{Ouvrage}}, {{Chapitre}}, {{Article}}, {{Lien web}} et/ou {{Bibliographie}}. Le mode d'édition visuel peut mettre en forme automatiquement les références.
- Insérer une infobox (cadre d'informations à droite) n'est pas obligatoire pour parachever la mise en page.

Pour une aide détaillée, merci de consulter Aide:Wikification.
Si vous pensez que ces points ont été résolus, vous pouvez retirer ce bandeau et améliorer la mise en forme d'un autre article.
Get in the Car, Loser! est un jeu vidéo de rôle indépendant de 2021, développé et publié par Love Conquers All Games. Il sortit le 21 septembre 2021 sur Windows, et en 2024 sur la Nintendo Switch. Le jeu suit trois aventurières lesbiennes et un ange durant un road trip dont le but est de stopper la résurrection du méchant Diable Mécanique (Machine Devil) et échapper à l'Ordre Divin (Divine Order) qui cherche à les capturer. Le jeu a deux extensions de contenu téléchargeable additionnel, Battle on the Big Boardwalk et The Fate of Another World, qui contient des nouveaux ennemis et fonctionnalités. Le jeu a reçu des critiques positives de la presse, qui évoquent son histoire, ses visuels, sa musique, et son système de combat.
Il n'existe pas de version française pour ce jeu.

## Développement
Le jeu est le premier RPG développé par Christine Love, qui avait développé précédemment des visual novels. Elle déclara que la différence dans le format permettait de créer une impression d'immersion dans le lieu plus forte par rapport au mouvement entre lieux dans un visual novel, qui se fait à l'aide de menus.
Le jeu sortit sur Nintendo Switch en septembre 2024,.

## Accueil
Sam Wachter de RPGamer donna au jeu la note de 4/5, qualifiant le système de combats de "pas mauvais" mais pas pratique pour jouer au clavier, et nota que jouer avec une manette de jeu était plus simple. Il écrivit aussi que la difficulté était "déséquilibrée", avec certains actes de difficulté "triviale" tandis que d'autres étaient incroyablement difficile. Cela étant, il encensa la présentation, "fabuleuse", et écrivit que "la majorité de la musique est totalement ouf", et que les graphismes du jeu "avaient beaucoup de punch".
Isaiah Colbert de Kotaku dit que le jeu était "un voyage qui vaut le coup", qualifiant l'écriture de "maline et profonde", et les graphismes pixelisés "évocateurs". Bien qu'il trouva que le combat au début du jeu était "répétitif", il nota que par la suite celui-ci "évolue pour former des batailles plus difficiles" et trouva qu'il était "au final plutôt abordable". Natalie Clayton de PC Gamer trouva que les batailles étaient "méga fluides" avec des "animations superbes".